# Brass (jeu de société)
 (mai 2024).
La mise en forme du texte ne suit pas les recommandations de Wikipédia : il faut le « wikifier ».
Les points d'amélioration suivants sont les cas les plus fréquents :
- Les titres sont pré-formatés par le logiciel. Ils ne sont ni en capitales, ni en gras.
- Le texte ne doit pas être écrit en capitales (les noms de famille non plus), ni en gras, ni en italique, ni en « petit »…
- Le gras n'est utilisé que pour surligner le titre de l'article dans l'introduction, une seule fois.
- L'italique est rarement utilisé : mots en langue étrangère, titres d'œuvres, noms de bateaux, etc.
- Les citations ne sont pas en italique mais en corps de texte normal. Elles sont entourées par des guillemets français : « et ».
- Les listes à puces sont à éviter, des paragraphes rédigés étant largement préférés. Les tableaux sont à réserver à la présentation de données structurées (résultats, etc.).
- Les appels de note de bas de page (petits chiffres en exposant, introduits par l'outil «  Source ») sont à placer entre la fin de phrase et le point final[comme ça].
- Les liens internes (vers d'autres articles de Wikipédia) sont à choisir avec parcimonie. Créez des liens vers des articles approfondissant le sujet. Les termes génériques sans rapport avec le sujet sont à éviter, ainsi que les répétitions de liens vers un même terme.
- Les liens externes sont à placer uniquement dans une section « Liens externes », à la fin de l'article. Ces liens sont à choisir avec parcimonie suivant les règles définies. Si un lien sert de source à l'article, son insertion dans le texte est à faire par les notes de bas de page.
- La présentation des références doit suivre les conventions bibliographiques. Il est recommandé d'utiliser les modèles {{Ouvrage}}, {{Chapitre}}, {{Article}}, {{Lien web}} et/ou {{Bibliographie}}. Le mode d'édition visuel peut mettre en forme automatiquement les références.
- Insérer une infobox (cadre d'informations à droite) n'est pas obligatoire pour parachever la mise en page.

Pour une aide détaillée, merci de consulter Aide:Wikification.
Si vous pensez que ces points ont été résolus, vous pouvez retirer ce bandeau et améliorer la mise en forme d'un autre article.
Pour les articles homonymes, voir Brass (homonymie).
Brass est un jeu de société développé par Martin Wallace. Mettant en scène le Lancashire, en Angleterre, pendant la révolution industrielle, le jeu donne pour objectif de construire des mines, des usines de coton, des ports, des canaux fluviaux et des rails, ainsi que d'établir des routes commerciales, qui seront toutes utilisées pour marquer des points de victoires. Le jeu est divisé en deux périodes historiques : la période du canal et la période du rail. Les points de victoire sont marqués à la fin de chaque période. En fonction des cartes piochée par les joueurs, ils seront limités dans leurs choix.

## Caractéristiques
Brass se joue de 2 à 4 joueurs, mais il est préférable de jouer à 4 joueurs. Temps de jeu annoncé 1 à 2 heures. Il est suggéré d'être joué à partir de 14 ans.

## Historique

### Réimpression en  2018 et successeur
En 2017, l'éditeur canadien Roxley Games lance une campagne Kickstarter pour réaliser une réimpression du jeu avec de nouvelles illustrations et composants, sous le nouveau nom Brass : Lancashire, avec des règles légèrement modifiées. Au même moment, son successeur, Brass: Birmingham, est mis en vente, accueillant Gavan Brown et Matt Tolman parmi l'équipe de conception et proposant de nouvelles mécaniques de jeu tout en conservant le même ensemble de règles de base. La campagne atteint 1,7 million de dollars canadiens collectés, dépassant largement l'objectif de 80 000 dollars initialement fixé. Les deux jeux sont commercialisés en 2018.

## Récompenses
- Gagnant du Jogo do Ano 2007[3]
- Nommé au Jogo do Ano 2007
- Prix du choix des Meeples 2007
- Nommé pour le Golden Geek Best Gamer's Board Game 2008[1]
- 2008 International Gamers Awards - Stratégie générale ; Nommé multijoueur[4]
- Nommé au Tric Trac 2008
- Nommé aux Nederlandse Spellenprijs 2010[5]